# Velika crvena pjega
Velika crvena pjega je postojano područje visokog tlaka u atmosferi Jupitera, koje proizvodi anticiklonsku oluju, najveću u Sunčevom sustavu, 22 stupnja južno od Jupiterovog ekvatora. Neprekidno se promatra od 1830. Ranije oluje zapažene od 1665. do 1713. vjeruju se da su iste oluje kao Velika crvena pjega; ako je to točno, postoji najmanje 360 godina. Veličine je 15 000 x 15 000 km. Ona je preživjela više stoljeća. Njezin orbitalni period iznosi 6 dana. Jedna manja pjega koja znade proći u blizini Velike crvene pjege viđa se svakih 40 godina. Mnogobrojni ovalni vrtlozi i valovi dugotrajnog su obilježja zato što plove u jednoličnom sredstvu, u kojemu se toplina sporo prenosi s jednog mjesta na drugo. Još nije objašnjeno kako se Velika crvena pjega uspjela održati na "životu" toliko dugo, niti zašto je crvene boje. Velika crvena pjega je dvostruko veća od Zemlje.

## Istraživanje
Dana 25. veljače 1979., kada je svemirska letjelica Voyager 1 bila na udaljenosti od 9.200.000 km od Jupitera, poslala je prvu detaljnu sliku Velike crvene pjege na Zemlju. Pojedinosti o oluji vidljive su svega 160 km. Šareni valoviti uzorak oblaka koji se vidi lijevo (zapadno) od Crvene pjege, područje je izuzetno složenog i promjenjivog gibanja valova.
Svemirska letjelica Juno, koja je ušla u polarnu orbitu oko Jupitera 2016. godine, preletjela je Veliku crvenu pjegu nakon svog bliskog približavanja Jupiteru 11. srpnja 2017., snimvši nekoliko slika oluje s udaljenosti od oko 8.000 km iznad površine. Tijekom trajanja misije Juno, svemirska letjelica nastavlja proučavati sastav i evoluciju Jupiterove atmosfere, posebno njezine Velike crvene pjege.

## Budućnost
Velika crvena pjega se smanjuje svake godine za 930 km. Osim što se smanjuje, Pjega je u zadnja dva desetljeća i prilično izbljedjela, a usto je i izgubila dosta od svoje ovalnosti: sada je skoro posve okrugla. Kroz 10 ili 20 godina od ove oluje ostati samo veliki crveni krug.